# Dothraki
Die dothrakische Sprache ist eine konstruierte Sprache aus George R. R. Martins Fantasy-Romanreihe Das Lied von Eis und Feuer und der davon abgeleiteten Fernsehserie Game of Thrones, in der die Sprache von den Dothraki, einem nomadisch lebenden Kriegervolk am dothrakischen Meer, gesprochen wird. Die Sprache wurde für die Fernsehserie vom Linguisten David J. Peterson geschaffen, die auf Wörtern und Phrasen aus den Romanen von George R. R. Martin beruht. Bis September 2011 besaß die Sprache 3163 Wörter, von denen nicht alle veröffentlicht wurden. 2012 wurden 146 Mädchen in den Vereinigten Staaten „Khaleesi“ genannt, das dothrakische Wort für die Frau eines khal oder Herrschers. Dieser Titel wurde in der Fernsehserie von Daenerys Targaryen angenommen. “Dothraki and Valyrian are the most convincing fictional tongues since Elvish” (deutsch: „Dothraki und Valyrisch sind die überzeugendsten fiktiven Sprachen seit Elbisch“) von J. R. R. Tolkien.

## Geschichte
Das dothrakische Vokabular wurde von David J. Peterson erfunden. HBO nahm die „Language Creation Society“ unter Vertrag, um eine Sprache zu entwickeln. Nach einem Bewerbungsverfahren, an dem etwa 30 Personen teilgenommen hatten, fiel die Wahl auf Peterson, der die dothrakische Sprache entwickelte. Er lieferte HBO vor dem Beginn der Dreharbeiten über 1700 Wörter. Peterson ließ sich von George R. R. Martins Beschreibung der Sprache sowie von realen Sprachen wie Türkisch, Russisch, Estnisch, Inuktitut und Swahili inspirieren. Seine Entwicklung des Dothrakischen wurde am 8. April 2012 in der CNN-Episode The Next List  und am 8. Januar 2017 in der Episode Tell the Truth ausgestrahlt. Er entwickelte auch die valyrische Sprache für die dritte Staffel von Game of Thrones.
Peterson musste zwei Aspekte berücksichtigen: die Sprache musste zu den bereits in den Büchern gemachten Angaben passen, und sie musste für die Schauspieler leicht aussprechbar und erlernbar sein. Deswegen gibt es keinen Unterschied zwischen behauchten und unbehauchten Plosiven wie im Englischen.

## Phonologie
David Peterson betonte, dass die meisten Leute wahrscheinlich nicht wüssten, wie die arabische Sprache wirklich klingt, so könne für einen untrainierten Hörer Dothrakisch wie Arabisch klingen, für eine Person, die Arabisch kennt, klinge es keinesfalls so. Er stelle sich vor, dass es wie eine Mischung zwischen Arabisch (ohne die distinktiven pharyngalen Laute) und Spanisch klinge. Es gibt kein gesondertes Schreibsystem für Dothrakisch.

### Konsonanten
Es gibt 22 konsonantische Phoneme in der Dothrakischen Sprache. Die lateinischen Buchstaben stehen links, die IPA in Klammern.
|             |           | Labial | Dental | Alveolar | Postalveolar | Velar  | Uvular | Glottal |
| ----------- | --------- | ------ | ------ | -------- | ------------ | ------ | ------ | ------- |
| Plosive     | stimmlos  |        | t [t̪]  |          |              | k [k]  | q [q]  |         |
| Plosive     | stimmhaft |        | d [d̪]  |          |              | g [ɡ]  |        |         |
| Affrikate   | stimmlos  |        |        |          | ch [tʃ]      |        |        |         |
| Affrikate   | stimmhaft |        |        |          | j [dʒ]       |        |        |         |
| Frikative   | stimmlos  | f [f]  | th [θ] | s [s]    | sh [ʃ]       | kh [x] |        | h [h]   |
| Frikative   | stimmhaft | v [v]  |        | z [z]    | zh [ʒ]       |        |        |         |
| Nasal       | Nasal     | m [m]  | n [n̪]  |          |              |        |        |         |
| Gerollt     | Gerollt   |        |        | r [r]    |              |        |        |         |
| Angetippt   | Angetippt |        |        | r [ɾ]    |              |        |        |         |
| Approximant | zentral   | w [w]  |        |          | y [j]        |        |        |         |
| Approximant | lateral   |        | l [l̪]  |          |              |        |        |         |

Die Buchstaben c und x werden im Dothrakischen nicht benutzt, c erscheint nur in der Kombination ch.
b und p kommen nur in Namen vor wie Bharbo und Pono. Diese Konsonanten wurden in der Vergangenheit benutzt und haben sich zu [f] und [v] gewandelt.  Sie können noch als Varianten zu [f] und [v] auftreten.
Stimmhafte Plosive können behaucht sein, die Bedeutung des Wortes ändert sich dadurch nicht.
Die Gemination von Konsonanten wird durch Grapheme abgezeigt, deren Orthografie verändert ist:
- kkh wird /xx/ ausgesprochen  (nicht /kx/)
- tth wird /θθ/ ausgesprochen (nicht /tθ/)
- ssh wird /ʃʃ/ ausgesprochen (nicht /sʃ/)
- zzh wird /ʒʒ/ (nicht /zʒ/)
- cch wird /tt͡ʃ/ ausgesprochen

### Vokale
Dothrakisch hat vier Vokale:
| Vowels |
| ------ |
| i /i/  |
| e /e/  |
| o /o/  |
| a /a/  |

Es gibt keine Diphthonge.
In  den Büchern von A Song of Ice and Fire  erscheint das u niemals als Vokal, es kommt nur nach q und nur in Namen wie Jhiqui und Quaro vor.
In einer Reihe von unterschiedlichen Vokalen repräsentiert jeder Vokal eine separate Silbe, z. B. shierak [ʃi.e.ˈɾak] – Stern, rhaesh [ɾha.ˈeʃ] – Land, khaleesi [ˈxa.l̪e.e.si] – Königin.
Die Vokale /i, e, o, a/ werden [e, ɛ, ɔ, ɑ] nach /q/ ausgesprochen. /o/ wird zu [ɤ] nach Dentalen. /o/ kann als  [u] nach [g], [k] und [x] ausgesprochen werden.